# Missa Te Deum Laudamus
La Missa Te Deum Laudamus a dues veus (tenor i baix) i orgue és una missa composta per Lorenzo Perosi l'any 1897 i dedicada al comte Ippolito Marchetti.
Fou aclamada com una síntesi reeixida entre el clàssic i el modern, en la seva escriptura simple però estricte.